# Sossenski
Sossenski (en russe : Сосенский) est une ville de l'oblast de Kalouga, en Russie. Sa population s'élevait à 11 775 habitants en 2013.

## Géographie
Sossenski se trouve à 13 km à l'est de Kozelsk, à 57 km au sud-ouest de Kalouga et à 218 km au sud-ouest de Moscou.

## Histoire
La localité est née à partir de 1952 de la mise en exploitation d'un gisement de lignite du bassin de Moscou. Le 19 mars 1954, elle reçoit le statut de commune urbaine sous le nom de Leninski, mais devient Chepeliovski le 10 avril de la même année, d'après le nom de la gare ferroviaire. Elle reçoit le statut de ville en 1991 ainsi que le nouveau nom de Sossenski, dérivé du russe sosna (Сосна), qui signifie « pin », et apparaît sur les armoiries de la ville.

## Population
Recensements (*) ou estimations de la population
| 1959* | 1970* | 1979* | 1989*  |
| ----- | ----- | ----- | ------ |
| 7 034 | 6 259 | 8 264 | 13 275 |

| 2002*  | 2010*  | 2012   | 2013   |
| ------ | ------ | ------ | ------ |
| 12 623 | 12 394 | 12 035 | 11 775 |

## Économie
La principale entreprise industrielle de la ville est l'usine Sossenski priborostroïtelny zavod ou SPZ (en russe : Сосенский приборостроительный завод), ou « Usine de construction d'appareils de Sossenski », qui fabrique des caisses enregistreuses électroniques, des brûleurs à gaz, des supports et des tables pour systèmes à rayons X, etc..